# 丽卡·普拉
丽卡·卡特里娜·普拉（芬蘭語：Riikka Katriina Purra；1977年6月13日—），芬兰从政人物，现为正统芬兰人党的主席、芬兰议会议员及副總理兼財政部長。

## 背景
普拉在小时候就对政治感兴趣，在青少年时用她自己的话来说“特别是对环保事务有强烈的唤醒”。她一直宣称对消费主义持批评态度。青年时因为环保事务而投票支持綠色聯盟。后来她在网上接触了例如尤西·哈拉阿霍有关反对移民的文章而转向支持芬人党。普拉在少年时期曾遭受到移民男子的骚扰，她因此说部分基于自己遭遇的缘故而反对移民。
2004年普拉在图尔库大学取得政治学硕士学位，并开始了博士的课程。

## 从政经历
2016年普拉作为政治规划师加入正统芬兰人党。在2018年芬蘭總統選舉中她是芬人党候选人劳拉·胡赫塔萨里竞选部主任。在2019年芬蘭議會選舉中，她当选为议会议员。同年6月，她当选为芬人党的第一副主席。2021年8月，她当选为芬人党的主席。
2022年11月普拉放弃了芬兰议会行政委员会主席一职，原因是要集中精力来领导芬人党。

## 政见
在经济政策上普拉支持缩编公共部门及削减公共开支。在移民政策上她希望能更容易对非法移民关闭边界，提高移民家庭团聚及申请国籍的条件。
普拉宣称，如果在2023年议会大选之后其他党派不愿提高移民门槛的话，芬人党将不会参与组阁。

## 各选举中得票情况

### 议会选举
- 2019年：5,960张选票（新地选区，当选）
- 2023年：42,589张选票（新地选区，当选）[9]

### 福利区选举
- 2022年：3067张选票（西新地福利区，当选）

### 市镇选举
- 2017年：253张选票（基爾科努米，当选）
- 2021年：1314张选票（基爾科努米，当选）

## 个人生活
普拉的丈夫是当新闻主编及记者的米科·韦利马（Mikko Välimaa），他们有两个孩子。他们一家住在基爾科努米。普拉形容自己为敏感及具有同理心，但不相信在政治中同理心能起作用。她是素食者。
普拉12岁时母亲就因心脏病发作而去世。她母亲曾在芬兰广播公司工作。